# Сейшельская кошка
Сейшельская кошка — порода кошек, выведенная в Великобритании в 80-х годах двадцатого века. Кошки этой породы являются родственными ориентальной породе. Отличительной особенностью сейшельских кошек является то, что для них допустим только один окрас — биколор колор-пойнт.
Сейшельская кошка имеет два типа шерсти — длинную и короткую. Длинношёрстная сейшельская кошка относится к полудлинношёрстному типу и не выделяется в отдельную породу, являясь внутрипородной аберрацией.
В кодификации фелинологической федерации FIFe сейшельская короткошёрстная кошка имеет обозначение IV-SYL, а сейшельская короткошёрстная обозначается IV-SYS (см. Список пород кошек). Остальными международными фелинологическими федерациями порода пока не признана.
Эта порода находится в одной группе с сиамскими, ориентальными и балинезийскими кошками. Также в ряде европейских стран кошек этой породы относят к так называемым восточным (или ориентальным) биколорам.

## История породы
Порода была создана британским фелинологом по имени Патриша Тёрнер (Patricia Turner). При этом Тёрнер никогда не доводилось бывать на Сейшельских островах, но немало слышала о своеобразных местных аборигенных кошках. Прочитав об этих специфичных кошках в книге профессора Пола Джаффе, Тёрнер захотела искусственным образом создать породу, которая фенотипически была бы схожа с аборигенными сейшельскими кошками.
Работа над созданием породы началась в 1984 году, когда Тёрнер стала скрещивать сиамских и персидских кошек, строго подбирая их по окрасам. Спустя четыре года первые котята, полученные в ходе ее работы, были официально представлены на фелинологических выставках. Для облегчения костяка и придания изящности полученным ею кошкам к этому времени Тёрнер начала приливать своим питомцам крови ориентальных кошек.
Из-за выраженного фенотипического сходства и генетического родства с кошками ориентальной породы Сейшельские кошки долго не могли получить признание самостоятельности этой породы. Только в 2007 году поклонникам этой довольно не многочисленной породы удалось добиться признания одной из крупных международных фелинологических федераций — FIFe.
В Международной фелинологической федерации WCF сейшельские кошки допущены до участия в выставках, при этом сейшельская длинношёрстная выставляется в одной группе с балинейзийскими биколорами, а короткошёрстная — с сиамскими биколорами.

## Описание
Сейшельская кошка — это некрупное, элегантное животное классического ориентального типа, который характеризуется специфичной клиновидной головой с большими, высоко посаженными ушами, образующими вместе с мордой равнобедренный треугольник.
Кошки этой породы отличаются вытянутым телом и длинными тонкими лапами. Задние конечности немного длиннее передних. Хвост длинный, очень гибкий, имеет равную толщину по всей длине.
Шерсть у сейшельских кошек имеет два типа — короткая и длинная. В ряде федераций в связи с этим кошки выставляются в различных группах в зависимости от длины шерсти. Сейшельская короткошёрстная кошка при этом имеет очень короткий остевой волос, плотно прилегающий к телу, и не имеет подшёрстка. Для получения максимально высокой экспертной оценки шерсть этих кошек должна иметь выраженный блеск. При этом Сейшельские длинношёрстные кошки не отличаются блеском шерсти, имеют среднюю длину остевого волоса, который должен быть мягкий и струящийся. Подшёрстка эти животные также лишены. На плечах, животе, шее и хвосте присутствует более длинный украшающий волос.
Внутри породы допустимы три типа окраса биколор колор-пойнт: huitieme (основной окрас при этом белый, хвост имеет более тёмный окрас, на голове и лапах большие тёмные пятна), septieme (основной окрас белый, хвост имеет более тёмный окрас различных оттенков, на голове и лапах расположено множество мелких пятен), neuvieme (в основном окрасе преобладает белый, хвост окрашен в более тёмный цвет, из пятен допустимо только одно пятно на голове).
Окрас Сейшельских кошек кодируется геном доминантного белого в аллели Ww, которую также называют аллель Ван. Именно этот ген отвечает за окрасы еще одних кошек — ванских, которые и дали название этому гену. Данный ген является мутацией, а сама обеспечиваемая им окраска имеет десять степеней, среди которых первая степень — это практически целиком белые кошки, шерсть которых может включать минимальные вкрапление шерсти других цветов, а десятая — это практически полностью пятнистые кошки с небольшими вкраплениями белого. По этой градации сейшельские кошки могут иметь окрас седьмого, восьмого и девятого уровней (по ним и делятся три допустимых окраса кошек этой породы). При этом Сейшельские кошки, как и другие представители семейства кошачьих с геном Ван, рождаются полностью или почти полностью белыми, а окрас проступает только с возрастом и окончательно формируется у носителей этого гена только к трём годам.

## Характер
Сейшельские кошки обладают активным, игривым характером. Высоко ориентированы на контакт с человеком и привязчивы к владельцу, нуждаются в частом контакте с ним. Проявляют заметное любопытство, не склонны пугаться, легко находят контакт с другими животными в доме, при чем это касается как кошек, так и других видов.
Не обладают выраженным охотничьим инстинктом, что позволяет спокойно содержать их в квартире с грызунами и птицами. При этом сейшельские кошки обладают повышенной прыгучестью и склонны лазать по верхам, а также обладают высокой двигательной активностью, поэтому с ними необходимо регулярно и много играть. Кроме того, для них характерна разговорчивость и большая палитра издаваемых звуков.

## Особенности содержания и ухода
Кошки этой породы не имеют специфических проблем со здоровьем, а также характерных требований в уходе. В содержании не требовательны, но нуждаются в обеспечении повышенной двигательной активности и возможности вертикального лазить.
Кошку этой породы не стоит брать тем, кто редко и мало бывает дома, так как они плохо переносят одиночество. Если кошка этой породы уже есть в доме и возникает необходимость резко снизить количество проводимого дома времени, лучше всего завести вторую кошку, с которой сейшелка сможет общаться.